# دير جبل الطير
قرية دير جبل الطير هي إحدي القرى التابعة لمركز سمالوط بمحافظة المنيا في جمهورية مصر العربية. حسب إحصاءات سنة 2006، بلغ إجمالي السكان في دير جبل الطير 4857 نسمة، منهم 2595 رجلا و2262 امرأة.